# フルドロコルチゾン
フルドロコルチゾン(英: fludrocortisone)とは合成コルチコステロイドの一つであり、中等度の糖質コルチコイド作用とそれ以上の鉱質コルチコイド作用を有する。
アメリカ合衆国での商品名はFlorinef、日本での商品名はフロリネフ（ブリストル製薬）である。